# Anti-Hero
Anti-Hero ist ein Lied der US-amerikanischen Singer-Songwriterin Taylor Swift und die Leadsingle aus ihrem zehnten Studioalbum Midnights (2022). Geschrieben und produziert wurde es gemeinsam von Swift und Jack Antonoff.
Anti-Hero wird als wesentlicher Pop-Rock- und Synthiepop-Song von Retro-Synthesizern und einem auffälligen Schlagzeugrhythmus begleitet. Der Inhalt des Liedes bezieht sich auf Selbsthass, Depressionen und Angstzustände und ist durch Swifts Albträume und ihre Probleme mit Depersonalisation und Selbstzweifel inspiriert. Sie kritisiert darüber hinaus den gesellschaftlichen Druck, aber auch ihre eigenen Schwächen.
Am 21. Oktober 2022 erschienen sowohl die Single, als auch ein zugehöriges Musikvideo. Für dieses führte Swift persönlich Regie. Die Schauspieler Mike Birbiglia, John Early und Mary Elizabeth Ellis spielen Swifts fiktiven Söhne und ihre Schwiegertochter.
Die Single war ein kommerzieller Erfolg und brach weltweit den Rekord für die meisten Streams auf Spotify am Veröffentlichungstag. Es erreichte als Swifts neunter Track den ersten Platz der Billboard Hot 100, sowie die Spitze der Billboard Global 200 und die Top-10 verschiedener europäischer und asiatisch-pazifischer Charts. Anti-Hero ist Swifts längst anhaltender Nummer-Eins-Song in den USA und in dem Vereinigten Königreich. In den USA wurde Swift zum ersten Solisten, der mit fünf Liedern an der Chart-Spitze debütierte.
Musikkritiker lobten Anti-Hero für die direkte Lyrik, den eingängigen Rhythmus und den Gesang. Der Song erhielt verschiedene Auszeichnungen, darunter einen People’s Choice Award, zwei iHeartRadio Music Awards und sechs MTV Video Music Awards, unter anderem in den begehrten Kategorien Song of the Year und Video of the Year, womit Swift als der erste Künstler zählt, der den Preis zwei Jahre in Folge gewann und die meisten Auszeichnungen in dieser Kategorie hält.

## Hintergrund
Am 28. August 2022 kündigte Taylor Swift in ihrer Dankesrede für die MTV Video Music Awards ihr zehntes Studioalbum Midnights für den 21. Oktober 2022 an. Im September bestätigte Swift in einem Making-of-Video auf ihrer Instagram-Seite, dass Jack Antonoff, mit dem sie seit ihrem fünften Studioalbum 1989 kollaborierte, das Album mit produzieren würde. Die 13 vorerst unbekannten Songtitel wurden ab dem 21. September in zufälliger Reihenfolge nacheinander in der Videoserie namens Midnights Mayhem with Me über TikTok von Swift offenbart. Dafür drehte Swift in jeder Episode an einer transparenten Käfigtrommel, bis ein nummerierter Tischtennisball heraus rollte. Den zugehörigen Songtitel sprach sie dann in ein Telefon. Am 3. Oktober gab sie in der sechsten Episode schließlich den Titel des dritten Liedes als Anti-Hero bekannt.

## Inhalt
“I don't think I've delved this far into my insecurities in this detail before. I struggle a lot with the idea that my life has become unmanageably sized, and not to sound too dark, I struggle with the idea of not feeling like a person. [...] This song really is a real guided tour throughout all of the things I tend to hate about myself. We all hate things about ourselves. It's all of those aspects of the things we dislike and like about ourselves that we have to come to terms with if we're going to be this person. So, yeah, I like Anti-Hero a lot because I think it's really honest.”

„Ich glaube nicht, dass ich mich jemals so detailliert mit meinen Unsicherheiten beschäftigt habe. Ich hadere viel mit dem Gedanken, dass mein Leben unüberschaubar groß geworden ist und ohne jetzt zu düster klingen zu wollen, kämpfe ich mit dem Gedanken, mich nicht wie ein Mensch zu fühlen. Dieser Song ist eine realistische Führung durch all die Dinge, die ich an mir zu hassen pflege. Wir alle hassen Dinge an uns selbst. Es sind all diese Aspekte der Dinge, die wir an uns mögen oder nicht mögen, mit denen wir fertig werden müssen, falls wir diese Person sein wollen. Also, ja, ich mag Anti-Hero sehr, weil ich denke, dass es wirklich ehrlich ist.“

### Komposition
Swift schrieb und produzierte Anti-Hero zusammen mit Jack Antonoff, der seit 1989 im Jahr 2014 mit ihr zusammenarbeitete. Antonoff nahm das Stück mit der Tontechnikerin Laura Sisk, unterstützt von Megan Searl, Jon Sher und John Rooney, in den Rough Customer Studios in Brooklyn und den Electric Lady Studios in New York City auf. Bobby Hawk spielte zusätzlich Geige, und sein Auftritt wurde von John Gautier in den Sound Hound Studios in Lakeland, Florida, aufgenommen. Anti-Hero wurde von Serban Ghenea in den MixStar Studios in Virginia Beach, Virginia, gemischt und von Randy Merrill bei Sterling Sound in Edgewater, New Jersey, gemastert.
Bei der Produktion von Anti-Hero baut Antonoff auf der Produktion der Single Out of the Woods auf. Er produzierte einen Großteil des Tracks mit dem Oberheim OB-8 Synthesizer, dessen Klang er mit einer „alten Orgel in einem Baseballstadion“ (“an old organ in a baseball stadium”) verglich. Für das Schlagzeug wendete er einen Tremolo-Effekt auf einen LinnDrum-Rhythmus an und erzeugte so einen einfachen Drumloop, der das Lied zusammen mit den Retro-Synthesizern charakterisiert. Dadurch erschafft Anti-Hero eine Atmosphäre des Pop-Rock und Synthiepop mit Elementen der Rockmusik der 1980er.
In den Strophen wird Swifts Gesang in manchen Versen als luftig und schwungvoll beschrieben, doch im nächsten dann als beinahe monoton. Im letzten Refrain wird Swifts Gesang als „müde […] schleppend, seufzend“ beschrieben und endet in einem zischenden Klang, bevor sie zum Upbeat-Refrain zurückkehrt.

### Text
Inhaltlich ist das Lied geprägt von Selbstkritik. Anti-Hero befasst sich mit Swifts Publicity, Ruhm und persönlichen Problemen; es markiert eine Rückkehr zum autobiografischen Songwriting, von dem sie auf den Alben Folklore und Evermore 2020 abgewichen ist.
Swift bezeichnet sich als „das Problem“ und drückt ihre Unsicherheiten und Ängste aus. Sie behandelt das Ghosting von Bekannten, die Tarnung von Narzissmus als Altruismus, das Gefühl der Depersonalisation, sowie die Angst aufgrund ihres Berühmtheitsstatus nicht mehr mit Menschen normal in Kontakt treten zu können. In der Bridge beschreibt Swift einen ihrer Albträume, in welchem sie von ihrer Schwiegertochter umgebracht wird, damit diese an Swifts Reichtum gelangt. Mit den Versen “Sometimes I feel like everybody is a sexy baby, and I'm a monster on the hill” wird auf die US-amerikanische Sitcom 30 Rock angespielt.

## Veröffentlichung
Am 16. Oktober teilte Swift ein Kurzvideo mit dem Titel Midnights Manifest, das eine Roadmap für die geplanten Ereignisse in der Woche nach der Veröffentlichung enthält. Darin kündigte Swift ein Musikvideo für den Veröffentlichungstag des Albums an. Am 20. Oktober wurden kurze Videoausschnitte während einer Übertragung der US-amerikanischen Sportsendung Thursday Night Football gezeigt.
Am 21. Oktober 2022 wurde Anti-Hero auf der Website von Swift exklusiv für US-amerikanische Kunden zum Download freigegeben, Republic Records veröffentlichte den Titel am 24. Oktober als Airplay. Ein Remix mit der Band Bleachers wurde am 7. November für eine begrenzte Zeit als Download auf Swifts Website veröffentlicht und einen Tag später zum allgemeinen Download und Streaming. Die Single wurde durch Remixe unterstützt, die von den DJs Roosevelt, Kungs, Jayda G und Illenium produziert wurden. Insgesamt wurden zehn Versionen von Anti-Hero veröffentlicht: der Originalmix, eine akustische Version, eine Instrumentalversion, die Bleachers-Versionen (explizit und clean), die vier Remixe und ein erweiterter Kungs-Remix.

## Musikvideo
Das von Swift geschriebene und inszenierte Musikvideo zu Anti-Hero feierte am 21. Oktober 2022 über die Videoplattform YouTube Premiere. Dort erzielte es bis August 2025 über 225 Millionen Aufrufe. Für das Musikvideo führte Swift persönlich Regie. Anhand mehrerer Verkörperungen ihrer eigenen Person wird in dem Musikvideo auf Swifts Ängste, Zweifel und Essstörungen eingegangen. Ferner thematisiert es Swifts Vermächtnis und Erbe. Dafür spielen Mike Birbiglia, John Early und Mary Elizabeth Ellis Swifts fiktiven Söhne und ihre Schwiegertochter.

## Rezeption

### Preise
Die Single gewann und wurde für verschiedene Auszeichnungen nominiert. Bei den MTV Video Music Awards 2023 erhielt Swift 11 Nominierungen und war damit die meistnominierte Künstlerin des Abends. Anti-Hero gewann sechs der sieben Kategorien, in denen er nominiert war.
| Auszeichnung                               | Jahr | Kategorie                               | Ergebnis  | Ref.   |
| ------------------------------------------ | ---- | --------------------------------------- | --------- | ------ |
| People’s Choice Awards                     | 2022 | The Music Video of 2022                 | Gewonnen  | [ 28 ] |
| Capricho Awards de Gato Nacional           | 2022 | International Hit of the Year           | Gewonnen  | [ 29 ] |
| Hit FM Music Awards                        | 2023 | Top 10 Single                           | Gewonnen  | [ 30 ] |
| ADG Excellence in Production Design Awards | 2023 | Short Format: Music Video or Web Series | Nominiert | [ 31 ] |
| iHeartRadio Music Awards                   | 2023 | Song of the Year                        | Gewonnen  | [ 32 ] |
| iHeartRadio Music Awards                   | 2023 | Best Lyrics                             | Gewonnen  | [ 32 ] |
| iHeartRadio Music Awards                   | 2023 | Best Music Video                        | Nominiert | [ 32 ] |
| BRIT Awards                                | 2023 | International Song of the Year          | Nominiert | [ 33 ] |
| Gaffa Awards                               | 2023 | International Hit of the Year           | Nominiert | [ 34 ] |
| Global Awards                              | 2023 | Best Song                               | Nominiert | [ 35 ] |
| Nickelodeon Kids’ Choice Awards            | 2023 | Favorite Song                           | Nominiert | [ 36 ] |
| MTV Video Music Awards                     | 2023 | Video of the Year                       | Gewonnen  | [ 37 ] |
| MTV Video Music Awards                     | 2023 | Song of the Year                        | Gewonnen  | [ 37 ] |
| MTV Video Music Awards                     | 2023 | Best Direction                          | Gewonnen  | [ 37 ] |
| MTV Video Music Awards                     | 2023 | Best Pop                                | Gewonnen  | [ 37 ] |
| MTV Video Music Awards                     | 2023 | Best Visual Effects                     | Gewonnen  | [ 37 ] |
| MTV Video Music Awards                     | 2023 | Best Cinematography                     | Gewonnen  | [ 37 ] |
| MTV Video Music Awards                     | 2023 | Best Editing                            | Nominiert | [ 37 ] |

### Rezensionen
Anti-Hero wurde von der Kritik gelobt. Einige, darunter auch Harvilla, bezeichneten den Song als Highlight auf Midnights und lobten ihn als großartige Lead-Single für seine Lyrik. Olivia Horn von Pitchfork beschrieb die Single als eine Verschmelzung von Swifts vergangenen Alben, darunter „der lackierte Synth-Pop von 1989, die neurotische Bildanalyse von Reputation, die dichte Lyrik von Folklore und Evermore“. Horn fügte hinzu, dass die Texte voller überraschender Wendungen seien, die Aufmerksamkeit verdienten, und Rob Sheffield sagte, der Song sei „wie die zweite Staffel von ‚The Man‘, voll von Killerzeilen“.
Chris Willman von Variety lobte den konfessionellen Text, die schräge Stimmung und die „Ohrwurm-Hook“ des Songs. Er schrieb auch, dass Swift im Refrain nach der Bridge absichtlich „außer Atem“ klinge, „als ob sie gerade durch die Tür eilen musste, um dieses zufällige, kahle Eingeständnis zu machen“, und nannte sie „eine Meisterin der tragikomischen Dramaturgie sowohl als Sängerin als auch als Songwriterin“.

### Mediale Nachwirkung
Die Hook It’s me, Hi, I’m the problem, it’s me wurde zu einem weltweiten Meme.

## Kommerzieller Erfolg
Nach der Veröffentlichung von Midnights wurde Anti-Hero in den ersten 24 Stunden weltweit über 17,4 Millionen Mal auf Spotify angehört und war damit der erfolgreichste Eröffnungstag für einen Titel in der Geschichte der Plattform. Der Song war insgesamt nach Angaben der International Federation of the Phonographic Industry (IFPI) mit umgerechnet 1,31 Milliarden weltweiten Abonnement-Streams der neuntmeistgestreamte Song des Jahres 2023.

### Chartplatzierungen
In den Vereinigten Staaten erreichte Anti-Hero mit 59,7 Millionen Streams, 13.500 verkauften digitalen Downloads und 32 Millionen Hörern die Spitze der Billboard Hot 100 und war damit Swifts neunter Nummer-eins-Hit in diesem Land. Swift ist die erste Künstlerin, die gleichzeitig die Top 10 der Billboard Hot 100 Charts besetzt; die erste Künstlerin, die fünfmal mit einem Solo-Song an der Spitze der Hot 100 debütiert; die Künstlerin mit den meisten Top-10-Einträgen (40), die Madonna (38) übertrifft; die erste Künstlerin, die viermal gleichzeitig an der Spitze der Billboard 200 und der Hot 100 debütiert; und die erste Künstlerin, die gleichzeitig die gesamten Top 10 der Hot 100, Digital Songs Charts und Streaming Songs besetzt. Anti-Hero war 28 Wochen lang in den Top 10 der Hot 100 und übertraf damit Shake It Off als Swifts am längsten in den Top 10 vertretene Single.
Mit Anti-Hero schaffte es Swift zum ersten Mal seit Look What You Made Me Do (August 2017) wieder in die Top 10 der deutschen Charts. Das Lied debütierte auf Platz acht, erreichte später Platz sieben und hielt sich 70 Wochen lang in den Charts, solange wie keine andere Single von ihr. Damit ist es einer der erfolgreichsten Dauerbrenner der deutschen Chartgeschichte.
| ChartsChartplatzierungen       | Höchstplatzierung | Wochen |
| ------------------------------ | ----------------- | ------ |
| Deutschland (GfK)              | 7 (73 Wo.)        | 73     |
| Österreich (Ö3)                | 6 (59 Wo.)        | 59     |
| Schweiz (IFPI)                 | 6 (47 Wo.)        | 47     |
| Vereinigte Staaten (Billboard) | 1 (53 Wo.)        | 53     |
| Vereinigtes Königreich (OCC)   | 1 (64 Wo.)        | 64     |

| ChartsJahrescharts (2022)    | Platzierung |
| ---------------------------- | ----------- |
| Deutschland (GfK)            | 100         |
| Schweiz (IFPI)               | 97          |
| Vereinigtes Königreich (OCC) | 59          |

| ChartsJahrescharts (2023)      | Platzierung |
| ------------------------------ | ----------- |
| Deutschland (GfK)              | 18          |
| Österreich (Ö3)                | 16          |
| Schweiz (IFPI)                 | 44          |
| Vereinigte Staaten (Billboard) | 4           |
| Vereinigtes Königreich (OCC)   | 4           |

### Auszeichnungen für Musikverkäufe
| Land/Region                  | Auszeichnungen für Musikverkäufe (Land/Region, Auszeichnung, Verkäufe) | Verkäufe  |
| ---------------------------- | ---------------------------------------------------------------------- | --------- |
| Australien (ARIA)            | 8× Platin                                                              | 560.000   |
| Belgien (BRMA)               | Platin                                                                 | 40.000    |
| Brasilien (PMB)              | 3× Diamant                                                             | 480.000   |
| Dänemark (IFPI)              | Platin                                                                 | 90.000    |
| Deutschland (BVMI)           | Platin                                                                 | 600.000   |
| Frankreich (SNEP)            | Platin                                                                 | 200.000   |
| Griechenland (IFPI)          | Gold                                                                   | 10.000    |
| Italien (FIMI)               | Platin                                                                 | 100.000   |
| Kanada (MC)                  | 2× Platin                                                              | 160.000   |
| Mexiko (AMPROFON)            | 5× Gold                                                                | 350.000   |
| Neuseeland (RMNZ)            | 4× Platin                                                              | 120.000   |
| Norwegen (IFPI)              | Gold                                                                   | 30.000    |
| Österreich (IFPI)            | 2× Platin                                                              | 60.000    |
| Polen (ZPAV)                 | Platin                                                                 | 50.000    |
| Portugal (AFP)               | 2× Platin                                                              | 20.000    |
| Schweden (IFPI)              | Platin                                                                 | 120.000   |
| Schweiz (IFPI)               | Platin                                                                 | 20.000    |
| Spanien (Promusicae)         | 2× Platin                                                              | 120.000   |
| Vereinigtes Königreich (BPI) | 3× Platin                                                              | 1.800.000 |
| Insgesamt                    | 3× Gold · 33× Platin · 3× Diamant ·                                    | 4.930.000 |

Hauptartikel: Taylor Swift/Auszeichnungen für Musikverkäufe/Lieder